# Until Dawn
Until Dawn (укр. До світанку) — відеогра в жанрі інтерактивного фільму з елементами survival horror, розроблена компанією Supermassive Games ексклюзивно для PlayStation 4. Видавець гри — Sony Interactive Entertainment, українська мова в грі відсутня. Вихід гри відбувся 25 серпня 2015 року в США, 26 серпня в Австралії, 27 серпня в Японії, 28 серпня в Європі.  4 жовтня 2024 вийшов ремейк з покращеною графікою та деякими відмінностями для PlayStation 5 та Windows. В 2025 році вийшла екранізація цієї гри.
Ця гра наслідує фільми-слешери та оповідає про групу молодих людей, які зібралися вночі на засніженій горі на вечірку. Рік тому в тому ж місці зникли двоє дівчат і тепер незнайомець починає полювання на гостей. Вони повинні протриматися до світанку, коли прибуде допомога, і між тим з'ясувати що насправді відбувається на горі.

## Ігровий процес
Until Dawn — це інтерактивний фільм, де в різних епізодах належить керувати вісьмома молодими людьми. Ігровий процес в основному поєднує відеовставки та дослідження території з виглядом від третьої особи. Гравцям потрібно шукати підказки для розслідування подій та шукати корисні предмети, які потім використовувати для виживання. Гравці можуть збирати тотеми, які дають гравцям уявлення про те, що може статися далі за сюжетом. Місцями пропонується вибір яку з кількох дій вчинити, та відбуваються QTE, коли потрібно вчасно натиснути вказані кнопки. Деякі QTE передбачають приховування від загрози, коли контролер консолі потрібно тримати нерухомо певний час.
У грі є система «ефекту метелика», що визначає вплив невеликих дій на сюжет. Певний вибір може розблокувати нову послідовність подій і спричинити непередбачені наслідки. Для відстеження стосунків між персонажами доступний перегляд статистики їхніх вчинків. Усі восьмеро персонажів можуть померти до кінця сюжету, залежно від рішень гравця. Прогрес зберігається автоматично без можливості переграти сюжет в рамках того самого проходження.
Гра поділена на 10 глав, між якими психолог доктор Гілл коментує рішення гравців і складає їхній психологічний портрет.

## Сюжет
2 лютого 2014 року 10 молодих людей: Саманта, Джошуа Вашингтон, Майкл Монро, Джессіка, Крістофер, Ешлі, Меттью, Емілі, а також Бет і Ханна Вашингтон (сестри Джоша), зібралися в котеджі, що належить родині Джоша, в Блеквуд Пайнс на горі Вашингтон для щорічного зимового відпочинку. Через жорстокий розіграш Ханна лякається та втікає в ліс. Бет вирушає на її пошуки й невдовзі знаходить, але обох починає переслідувати незнайомець з вогнеметом. Сестри падають зі скелі та зникають безвісти. Поліція так і не знаходить ні трупів, ні вказівок куди сестри могли подітися.
Минає рік, брат Ханни та Бет, Джош, запрошує на вечірку подругу Ханни — Сем Ґіддінгс, друга Джоша — Кріса Гартлі, Кріса, в якого взаємно закохана Ешлі, та нову пару — Емілі Девіс і Метта Тейлора, а також колишнього хлопця Емілі — Майкла Манро і нову подругу Майка — Джессіку Райлі. Попри сумні спогади, усі семеро приймають запрошення Джоша. Кожен член групи прибуває до будиночка на горі по канатній дорозі.
Вночі Майк і Джессіка зустрічаються в кімнаті для гостей, де Джессіку викрадає невідомий. Майк біжить за незнайомцем і потрапляє до покинутого санаторію, де знаходить інформацію про обвал, який стався 1952 року на горі, в якій потрапила група шахтарів. Майк, залежно від обраного шляху, знаходить Джесіку мертвою або живою, але в усякому разі ліфт, на якому вона лежить, зривається вниз. Тим часом Джош, Ешлі, Кріс і Сем лякаються чоловіка в масці, що з'явився на лоджії. Він розпилює Джоша навпіл, а потім переслідує Сем через нижні поверхи будівлі. Вбивця наздоганяє друзів і пропонує Крісу застрелити Ешлі або самого себе, інакше незнайомець уб'є їх обох. Метт і Емілі в той час виявляють, що канатна дорога заблокована; тож обоє прямують до радіовежі, щоб послати сигнал про допомогу. У відповідь приходить послання про те, що групу не вдасться врятувати до світанку через завірюху. Невідома істота руйнує радіовежу, розлучаючи Метта та Емілі. Шукаючи вихід, Емілі натрапляє на місце, де впали Бет і Ханна, поруч лежить відрубана голова Бет. Згодом істота переслідує її на виході з шахт і може вкусити.
Майк возз'єднується з Сем, коли чоловік у масці з'являється перед ними, Ешлі та Крісом. Чоловік у масці виявляється Джошем, який організував зустріч задля помсти за смерть своїх сестер. Але він заперечує свою причетність до смерті Джесіки. Майк лишає Джоша зв'язаним у сараї до прибуття поліції.
До Сем, Майка, Кріса, Ешлі та, якщо вона дожила до цього часу, Емілі, після цього навідується Незнайомець, котрий пояснює, що істоти, які викрали Джесіку та напали на Метта й Емілі — це вендиґо, здичавілі шахтарі, що після обвалу в 1952 році лишилися у підземних тунелях і стали канібалами. Кріс і Незнайомець прямують до сараю, щоб врятувати Джоша, але виявляють, що він пропав безвісти. Незнайомця і, за поганого збігу обставин Кріса, вбиває вендиґо, коли вони повертаються в будинок. Якщо Емілі була вкушена вендиґо, вона зізнається про це Майку і той може вбити її, побоюючись, що дівчина перетвориться на нового вендиґо. Вивчивши записи Незнайомця, Майк вирушає за Джошем, переконаний, що в нього ключ від канатної дороги. Решта друзів ідуть навздогін за ним. Ешлі та Кріс на шляху можуть стати жертвами вендиґо.
Сем і Майк знаходять Джоша в шахтах, той божеволіє, бачить своїх сестер і психіатра — доктора Алана Гілла. Майк намагається відвести Джоша в безпечне місце, проте їх розділяє напад вендиґо. Істоти вбивають Джоша, якщо Сем не знайшла до того часу достатньо підказок, які свідчать, що Ханна стала вендиґо та зжерла труп Бет. Якщо Джессіка та/або Метт ще живі, вони разом намагаються втекти через шахти. Нарешті, Майк і Сем повертаються в будиночок і сподіваються сховатися в підвалі. Та він виявляється зайнятий вендиґо, очолюваними Ханною. Через сутичку з істотами стається витік газу, Майк і Сем об'єднують свої зусилля, щоб підірвати будиночок. У вибусі гинуть вендиґо та ті, хто не встигли покинути його. Після вибуху прибувають рятувальні вертольоти, щоб забрати вцілілих.
У фінальних титрах поліція розпитує вцілілих, якщо принаймні один з них вижив. Доля Джоша лишається невідомою. Принаймні один із персонажів благатиме поліцію обшукати шахти. Якщо Джош вижив, то він з'їдає голову Незнайомця і перетворюється на нового вендиґо. В разі, коли хтось із гостей вцілів, поліціянти потім оглядають шахти, де на них нападає Джош. Якщо вцілілих не лишилося, Джош дивиться в камеру, ніби відчуваючи, що гравець його бачить.

## Сприйняття
| Агрегатор  | Оцінка |
| ---------- | ------ |
| Metacritic | 79/100 |

| Видання                   | Оцінка |
| ------------------------- | ------ |
| Destructoid               | 7/10   |
| Electronic Gaming Monthly | 8/10   |
| Game Informer             | 9/10   |
| GameRevolution            | [ 7 ]  |
| GameSpot                  | 8/10   |
| GamesRadar+               | [ 9 ]  |
| IGN                       | 7.5/10 |
| Polygon                   | 6.5/10 |

Згідно агрегатором відгуків Metacritic, Until Dawn отримала «загалом схвальні» відгуки критиків.
Кріс Картер на Destructoid писав, що Until Dawn допускає деякі передбачувані сюжетні лінії, банальну акторську гру та відсутність осмисленого вибору, але після двох годин проходження з'являються цікаві місця й додаткові частини простого на початку сюжету. Гра в цілому приносить задоволення завдяки історіям своїх персонажів, але найкращі враження справляє психолог Гілл, який ставить питання про страхи гравців після завершення кожного розділу.
Джефф Марчіафава на Game Informer похвалив високу реграбельність гри, підкріплену численними ситуаціями, де хтось із персонажів може загинути. За висновком критика, деяких із них легше втратити без особливих наслідків, але сюжет дає міцне відчуття, що вибір гравця важливий. Until Dawn з любов'ю до жанру жахів пропонує безліч знайомих місць і ситуацій, додаючи водночас кілька цікавих та незвичайних поворотів.
Люсі О'Браєн на IGN назвала Until Dawn недосконалою, але захопливою. Хоча сюжет часто нечіткий, він вшановує фільми жахів, і винагороджує рішення гравців часом шокуючими наслідками. Проте доволі часто сцени, запозичені з відомих фільмів жахів, не лякають, а смішать. Та те, як ставлення до персонажів впливає на шанси їхнього виживання, чудово доповнює більш класичні ситуації вибору, як QTE при втечі від небезпеки. Критик назвала епізоди з доктором Гіллом цікавими, але зайвими.

## Фільм
У січні 2024 року стало відомо, що екранізація за мотивами відеогри Until Dawn розробляється компаніями Screen Gems та PlayStation Productions, режисером якої став Девід Ф. Сендберг, а сценарій написав Гарі Доберман.
Фільм вийшов на екрани 25 квітня 2025 року. Він використовує деякі елементи з гри, але розповідає іншу історію про групу молодих людей, які змушені заново переживати ніч у будинку, стикаючись з різними небезпеками.
Фільм отримав посередні оцінки критиків, які хвалили окремі сцени, але в цілому визнали «До світанку» надмірно вторинним, неоригінальним фільмом, який не тримає в напрузі та має туманну, нелогічну розв'язку. Порівнюючи гру та екранізацію, також зазначалося, що інтерес гри будувався на тому як вибір гравця впливає на розвиток сюжету; фільм цієї риси позбавлений.